# Pauliina Räsänen
Tuuli Pauliina Räsänen (Tampere, 23 de noviembre de 1978) es una artista de circo, actriz  y empresaria de Finlandia.  Está especializada en acrobacia aérea como el trapecio volante, tela aérea y el aro aéreo. Fue la primera solista fenoscandinava en trabajar con el Cirque du Soleil. También ha realizado actos acrobático cuerpo a cuerpo con su compañero ruso, Viatcheslav Volkov, ha conseguido consolidar su carrera en el mercado internacional y, además, actúa en la Ópera Cómica de Berlín.

## Trayectoria
Räsänen empezó a practicar ballet, pintura y gimnasia desde muy joven. Estaba más interesada en las artes que en la competición. Se matriculó en la Escuela Superior de Artes Escénicas de Tampere para perfeccionar sus técnicas de actuación, improvisación y oratoria. Después de la secundaria, fue aceptada en la Escuela Nacional de Circo de Montreal, donde se formó con los entrenadores de artes escénicas.  Se graduó realizando una difícil rutina de trapecio volante que incluía una habilidad original, en la que disloca sus hombros a propósito mientras ejecuta un salto alrededor de la barra. Cirque du Soleil la contrató como su primera artista fenoscandinava para actuar en su producción Alegría, con quién estuvo de gira durante 5 años hasta que decidió dejarlo.
Recibió en 2008 una beca de cinco años de la Comisión Central de Artes de Finlandia para continuar con sus objetivos artísticos en Finlandia. Es doctoranda en la Universidad de Turku.
Mientras estaba en el Cirque du Soleil, Räsänen conoció a su futuro compañero Viatcheslav (Slava) Volkov de Rusia. La pareja descubrió que compartían visiones similares tanto en la vida personal como en las acrobacias. Juntos crearon un acto acrobático cuerpo a cuerpo que combinaba elementos de danza, actuación y acrobacias de alto nivel. La música que utilizaban durante la interpretación estaba compuesta por la acordeonista francesa Corinne Kuzma.
Räsänen y Volkov filmaron un largometraje, Circus Fantasticus, dirigida por Janez Burger en 2011, cuya trama se centra en una familia que vive en una zona de guerra y cómo les cambia la vida con la llegada de un circo misterioso.
La pareja vive en Kustavi, una pequeña ciudad del archipiélago sur de Finlandia, y actúa de forma habitual en teatros europeos.

## ArtTeatro
Räsänen y Volkov crearon su propia compañía de artes circenses con sede en Finlandia, ArtTeatro Ltd. Con el objetivo de crear espectáculos íntimos, conmovedores y de alto nivel en un ambiente familiar que combinara el teatro y las artes circenses. Uno de sus espectáculos, Cirque Dracula, se presentó como parte del Evento Capital Cultural de Turku en 2011. El elenco contaba con artistas y cantantes internacionales de Europa y Canadá.

## Premios y reconocimientos
- 2008 - subvención de 5 años de la Comisión Central de Artes de Finlandia para apoyar proyectos artísticos.
- 2008 - Premio Grulla de Bronce, en el Festival Internacional de Artes Acrobáticas de Wuhan en China.

## Actuaciones
Cine y televisión
- 1998 - Fire-Eater, largometraje; Finlandia; como doble de riesgo[8]
- 1999 - Anuncio de McDonald's; papel de artista de circo; Canadá
- 2002 - Anuncio de gasolina diésel; papel de chica Bond; Finlandia
- 2002 - Balancing, cortometraje de Orlando Wills; artista de circo; Canadá
- 2005 - Alegría 2, película del Cirque du Soleil; como trapecista principal; Japón
- 2006 - Televisión matutina de Ihana Aamu, MTV3; invitada; Helsinki
- 2007 - Eurovisión TV de Markku, SubTV; invitada; Helsinki[8]
- 2007 - Hitachi, Comercial para TV e Internet; como Spiderwoman, Hong Kong
- 2007 - Un salto desde el trapecio, documental de Juha Ikavalko, YLE TV1
- 2007 - France 24, «Un día con Pauliina», entrevista y performance; París
- 2007 - Final del Festival de la Canción de Eurovisión 2007, acto intermedio con Apocalyptica como trapecista; Helsinki
- 2007 - Huomenta Suomi mañana TV, MTV3; invitada; Helsinki
- 2010 - Circus Fantasticus, largometraje de Janez Burger; como Angela[5]
- 2018 - Egenland, documental, YLE TV1

Actuaciones en el escenario
- 2001- Cirque Éloize Cirque Orchestra; tela aérea y mano a mano
- 2002-2007 - Cirque du Soleil, Alegría; trapecio solista; gira mundial
- 2007 - Final del Festival de la Canción de Eurovisión 2007, acto intermedio con Apocalyptica como trapecista; Helsinki
- 2007 - Evento especial Exxonmobil 2007, Mano a mano; India
- 2008 - Musical Seven Brothers; como Maiden y Venla; Aéreo y mano a mano; Finlandia
- 2008 - Variete Krystallpalast, mano a mano; Alemania
- 2008 - Variete GOP; mano a mano y trapecio solista; Alemania
- 2016-2020 - «Petrushka», Komishce Oper Berlín; como Ptishka, Alemania